# 索菲·史密斯
索菲·史密斯（英語：Sophie Smith，1986年2月26日—），出生於昆士蘭州的布里斯班，澳大利亞女子水球运动员，亦為澳大利亞國家女子水球隊成員。現就讀於昆士蘭科技大學創意工業系，同時兼職時裝設計助理。

## 簡歷
2012年，索菲·史密斯代表澳大利亞參加英國倫敦舉行的奥林匹克运动会女子水球比賽，在铜牌争夺赛中力克匈牙利队，贏得銅牌。